# Костюшко под Рацлавицами (фильм)
«Костюшко под Рацлавицами» (пол. Kosciuszko pod Raclawicami ) — польский исторический чёрно-белый художественный фильм, снятый режиссёром Юзефом Лейтесом в 1937 году.
Премьера фильма состоялась 1 января 1938 года.

## Сюжет
После второго раздела Польши в стране нарастает бунт. К Тадеушу Костюшко, живущему в Дрездене, приезжает делегация земляков с просьбой возглавить восстание. Костюшко даёт народу клятву на рынке Кракова. Он готовит армию, собирает крестьян и направляется под Рацлавице для сражения с войсками царской России.
На фоне этих исторических событий рассказывается история любви поручика Яна Милевского и Ханки, которую дядя и опекун хочет выдать замуж за другого. Этим «другим» оказывается ротмистр Брохацкий.
Во время битвы Милевский получает ранение, но Брохацкий спасает его и обещает, что откажется от Ханки.
Один из немногих польских масштабных исторических фильмов межвоенного периода. Значение хорошо поставленного фильма, снижают некачественные декорации, написанные на холсте, на фоне которых снимался фильм.

## В ролях
- Тадеуш Бялощиньский — Тадеуш Костюшко
- Юзеф Венгжин — генерал Юзеф Водзицкий
- Витольд Захаревич — поручик Ян Милевский
- Ежи Пихельский — ротмистр Казимеж Брохацкий
- Эльжбета Барщевская — Ханка
- Ян Курнакович — сержант Бедронь
- Хенрик Видлас — Габрис
- Францишек Доминяк — Бартош Гловацкий
- Юлиан Кшевиньский — Анджей, дядя Ханки
- Ванда Яршевская — тётка Ханки
- Богуслав Самборский — генерал Антоний Мадалинский
- Ирена Скверчиньская
- Феликс Жуковский

## Награды
В 2009 году фильм получил киноприз «Золотая утка» (пол. «Złota Kaczka») в номинации «Лучший историко-костюмированный фильм 100-летия польского кино»